# Västra Hercegovina kanton
Västra Hercegovina (kroatiska: Zapadno-hercegovačka županija, bosniska: Zapadno-hercegovački kanton) är en kanton i entiteten federationen Bosnien och Hercegovina i Bosnien och Hercegovina. Namnet syftar till landskapet Hercegovina och kantonen är belägen i den västra delen av Hercegovina, i södra Bosnien-Hercegovina. Västra Hercegovina kantons huvudort är Široki Brijeg.

## Administrativ indelning
Västra Hercegovina kanton är uppdelad i följande fyra kommuner:
- Grude
- Ljubuški
- Posušje
- Široki Brijeg

## Demografi
Invånarantalet i kantonen är 81 523 och den är nästan etniskt helt homogen då 99% av befolkningen är kroater.